# دکتر دیس‌ریسپکت
هِرشل "گای" بیم چهارم (به انگلیسی: Herschel "Guy" Beahm IV) (زاده ۱۰ مارس ۱۹۸۲)، که با نام مستعار آنلاین دکتر دیس رسپَکت (به انگلیسی: Dr DisRespect) شناخته می‌شود، ستاره اینترنتی و استریمر سابق در وبسایت توییچ است که هم‌اکنون در یوتیوب استریم می‌کند.
او بیش از چهار میلیون دنبال کننده بر روی توییچ به دست آورد. و برای استریم بازی‌های سبک بتل رویال، مانند اچ۱زد۱، پابجی: بتل‌گراندز، ندای وظیفه: بلک آپس ۴ و اپکس لجندز شناخته شده است.
استریم‌های وی به دلیل داشتن ارزش بالا بازاریابی شناخته شده‌اند. ارزش خالص تخمین زده شده او در حدود ۳٫۵ میلیون دلار است.
در ژوئن ۲۰۲۰، دکتر به دلایل نامعلومی برای همیشه از توییچ بن شد و یک ماه بعد شروع به استریم در یوتیوب کرد. در ژوئن ۲۰۲۴، کارمندان سابق توییچ فاش کردند که علت بن شدن او به دلیل ارسال پیام‌های جنسی با یک خردسال در قسمت پیام‌های ویشپر توییچ در سال ۲۰۱۷ بوده است. خود او علت بن شدن را تأیید کرد و پیام‌های ارسال کرده را نامناسب خواند. به دنبال این اظهارات، یوتیوب درآمدزایی کانال دکتر را قطع کرد.

## حرفه و زندگی شخصی
اولین ویدیوی که شامل گیم پلی خودش از بازی ندای وظیفه: جنگاوری نوین ۲ بود در ۱۱ ژانویه ۲۰۱۰ منتشر شد. او در چندین فیلم برای کانال ماشینما بازی کرده که بیشتر بازی ندای وظیفه را بازی می‌کرد. او در اواخر سال ۲۰۱۱ از یوتیوب دور شد و تقریباً پنج سال هیچ محتوایی منتشر نکرد.
در ۱۶ مارس ۲۰۱۱، او سرپرستی انجمن شرکت توسعه دهنده استودیو اسلج‌همر گیمز را برعهده گرفت. او به عنوان طراح مرحله در آنجا کار کرد و به ساخت بسیاری از نقشه‌های چند نفره برای ندای وظیفه: جنگاوری پیشرفته کمک کرد.
در حالی که مشغول کار در شرکت اسلج‌همر گیمز بود، به سایت Justin.tv (که اکنون توییچ است) پیوست. در سال ۲۰۱۵ از شرکت اسلج‌همر گیمز کناره‌گیری کرد تا بر روی استریم کردن به‌طور تمام وقت تمرکز کند.
او از بازی‌های سبک بتل رویال و با شروع استریم بازی H1Z1، دنبال کننده به دست آورد، سپس به سمت استریم بازی پلیرآن‌نونز بتل‌گراندز و بعد از آن به سمت ندای وظیفه: بلک آپس ۴ رفت.
در دسامبر سال ۲۰۱۷، وی پس از اعتراف به خیانت به همسرش، به مدت دو ماه استریم نکرد تا به روابط خود با همسرش رسیدگی کند. او و همسرش یک دختر دارند. او در ۵ فوریه ۲۰۱۸، در اولین استریم خود با مجموع ۳۸۸٬۰۰۰ بیننده همزمان به توییچ بازگشت. محبوبیت وی به دلیل اسپانسر بودن همزمان با چند شرکت از جمله ژیلت، ایسوس و مانتین دیو بسیار افزایش یافت.
به گفته خودش، در ۱۱ سپتامبر ۲۰۱۸، فردی ناشناس با یک اسلحه به خانه‌اش و پنجره طبقه بالا شلیک کرد. این دومین بار بود که به طرف خانه دکتر دیس‌ریسپکت تیراندازی می‌شود.

### شخصیت او در استریم
او بیشتر یک شخصیت سرگرم‌کننده در صنعت استریم است تا نسبت به یک بازیکن حرفه‌ای. وبسایت ای‌اس‌پی‌ان شخصیت او را یک شخصیت کشتی کج (WWE) در دنیای بازی‌های رقابتی توصیف می‌کند و خودش نیز می‌گوید: «من شخصیتی را خلق کردم که بازی‌های ویدیویی چند نفره را بازی می‌کند، و او غالب‌ترین نمونه برای یک بازیکن رقابتی است.»
در هنگام بازی به عنوان شخصیت دکتر دیس رسپکت، بیم یک کلاه گیس مدل مو مولت، عینک آفتابی، یک تی شرت ورزشکاری آستین بلند و یک جلیقه قرمز یا سیاه می‌پوشد. یکی از به یاد ماندنی‌ترین سخن او «من در قله کوه هستم، ولی من فقط در نیمه راه هستم!» است، و شعار او «خشونت است. سرعت. تکانه» است. او سبیل ورزشی خود را به نام «Slick Daddy» (به معنای بابای نرم و صاف) یا به اسم «کرم ابریشم سمی اتیوپی» نامگذاری کرده است.

## مسدود شدن کانال در ای۳ ۲۰۱۹
در تاریخ ۱۱ ژوئن ۲۰۱۹، کانال دکتر دی رسپکت به دلیل استریم و ورود به سرویس بهداشتی در نمایشگاه ای۳ ۲۰۱۹ و نقض حریم خصوصی توییچ و نقض قوانین حفظ حریم خصوصی قانون مجازات کالیفرنیا، مسدود شد. علاوه بر این، انجمن نرم‌افزار سرگرمی ای۳، او را از این رویداد منع کرد. توییچ مجدداً کانال دکتر دیس رسپکت را در تاریخ ۲۵ ژوئن بازگرداند.

## اتهام نژادپرستی
جیمی وانگ به عنوان موزیسین، مجموعه ای از کلیپ‌ها از او را گردآوری کرد که دکتر دیس‌ریسپکت در نقش یک کاریکاتور، لهجه و زبان‌های چینی را مسخره می‌کند و جیمی وانگ بر پایه این کلیپ، او را متهم به نژادپرستی کرد. در پاسخ، بیم گفت که برخی از بهترین دوستان وی آسیایی هستند و این انتقاد را «خنده دار» خواند.

## تحصیلات
بیم فارغ تحصیل از دانشگاه پلی تکنیک کالیفرنیا، پومونا است و در آنجا سابقه بازی در تیم بسکتبال NCAA Division II را دارد.

## جوایز و نامزدها
| سال  | جایزه              | دسته بندی     | نتیجه | مرجع.  |
| ---- | ------------------ | ------------- | ----- | ------ |
| ۲۰۱۷ | جوایز صنعت Esports | استریمر سال   | برنده | [ ۲۵ ] |
| ۲۰۱۷ | جوایز بازی         | گیمر پرطرفدار | برنده | [ ۲۶ ] |
| ۲۰۱۹ | جوایز صنعت Esports | استریمر سال   | برنده | [ ۲۷ ] |